# William Stephen Skylstad
William Stephen Skylstad (Omak, 2 marzo 1934) è un vescovo cattolico statunitense, dal 30 giugno 2010 vescovo emerito di Spokane.

## Biografia
Monsignor William Stephen Skylstad nacque a Omak il 2 marzo 1934. Suo padre Stephen era un coltivatore di mele originario della Norvegia. Il padre era cresciuto infatti in una fattoria nel villaggio di Skylstad, a est di Ålesund. Egli era luterano mentre la moglie, Reneldes Elizabeth Danzl-Skylstad, era una devota cattolica originaria del Minnesota.

### Formazione e ministero sacerdotale
All'età di 14 anni, William lasciò la casa paterna per frequentare il seminario. Compì gli studi per il sacerdozio presso il Pontificio collegio Josephinum di Worthington.
Il 21 maggio 1960 fu ordinato presbitero per la diocesi di Spokane. Dopo l'ordinazione si iscrisse alla Washington State University dove studiò educazione e matematica e prestò servizio come vicario parrocchiale della parrocchia del Sacro Cuore a Pullman e della parrocchia di Sant'Antonio a Palouse dal 1960 al 1961. In seguito fu preside del seminario minore "Bishop White" di Colbert con l'incarico di valutare l'idoneità degli studenti al sacerdozio. Dal 1962 al 1966 studiò per un master in educazione alla Università Gonzaga. In seguito fu insegnante di matematica nel seminario "Mater Cleri" di Colbert dal 1960 al 1968 e rettore dello stesso dal 1968 al 1974, parroco della parrocchia di San Giuseppe a Colbert dal 1968 al 1974, decano del decanato Nord-Est dal 1971 al 1976, parroco nella parrocchia dell'Assunzione della Beata Vergine Maria a Spokane dall'estate del 1974 al 1977 e cancelliere vescovile dal 1976 al 1977. Fu anche membro della commissione del personale che consigliava il vescovo riguardo ai preti problematici.

### Ministero episcopale
Il 16 febbraio 1977 papa Paolo VI lo nominò vescovo di Yakima. Ricevette l'ordinazione episcopale il 12 maggio successivo dall'arcivescovo metropolita di Seattle Raymond Gerhardt Hunthausen, coconsacranti il vescovo di Spokane Bernard Joseph Topel e quello di Springfield-Cape Girardeau Bernard Francis Law.
Il 17 aprile 1990 papa Giovanni Paolo II lo nominò vescovo di Spokane.
In seno alla Conferenza statunitense dei vescovi cattolici fu presidente del comitato per lo sviluppo sociale interno e del comitato ad hoc per la vita e il ministero dei vescovi, membro della commissione episcopale per gli affari ecumenici e inter-religiosi, della commissione per le scienze e i valori umani e della task force sulla formazione della fede e della pratica sacramentale.
Il 13 novembre 2001 fu eletto vicepresidente della Conferenza dei vescovi cattolici degli Stati Uniti e il 15 novembre 2004 presidente della stessa.
Durante gli anni in cui guidò la Conferenza episcopale essa ebbe uno scontro con Amnesty International quando questa abbandonò la sua posizione neutrale sulla questione dell'aborto in favore dell'adozione di una politica di promozione dell'aborto come diritto umano internazionale in determinate circostanze. La Conferenza episcopale fece diversi ricorsi affinché tale politica non venisse applicata. Nell'aprile del 2007 la leadership internazionale di Amnesty International lo fece comunque. Il 2 luglio 2007 i vescovi cattolici statunitensi rinnovarono i loro precedenti appelli. In una dichiarazione firmata da monsignor Skylstad, i vescovi affermarono che l'intelligenza artificiale "banalizza il danno causato dall'aborto", che la nuova politica di Amnesty International sembra essere applicata a tutte le fasi della gravidanza e che essa aveva già portato Amnesty International-USA ad opporsi alle leggi contro l'uccisione di bambini parzialmente liberati. Allo stesso modo, la politica di promozione dell'accesso all'aborto per preservare la salute delle donne, una parola lasciata indefinita da Amnesty International, non aveva limitato la pratica a circostanze ristrette, ma nella legge americana aveva portato all'aborto su richiesta per qualsiasi motivo.
Durante un incontro avvenuto in Messico dall'11 al 17 agosto 2007 il consiglio internazionale di Amnesty International decise di mantenere la posizione stabilita in aprile. In pochi giorni questo venne denunciato da monsignor Skylstad a nome della Conferenza episcopale statunitense. La dichiarazione del 23 agosto 2007 definì il cambiamento nella posizione di vecchia data dell'organizzazione come "divisiva e un affronto a persone in molte nazioni, culture e religioni che condividono un impegno coerente con tutti i diritti umani".
Nel dicembre del 2004, la diocesi di Spokane dichiarò bancarotta, allo scopo di proteggersi dalle richieste di presunte vittime di abusi da parte del clero. Come parte del procedimento di bancarotta, la diocesi accettò di pagare compensazioni per un ammontare pari a circa 48 milioni di dollari, provenienti dalle assicurazioni, dalla vendita di proprietà della chiesa, da contributi dei gruppi cattolici e delle parrocchie della diocesi. Nel dicembre del 2005 lo stesso monsignor Skylstad venne accusato di aver abusato sessualmente di una ragazza minorenne nei primi anni '60. Il vescovo negò l'accusa. Il suo avvocato assunse quindi un investigatore che stabilì che non esistevano prove a sostegno della richiesta del suo accusatore. A partire dal 1974 inoltre l'allora padre Skystad fu parroco di una parrocchia in cui l'altro sacerdote operante era padre Patrick O'Donnell. In seguito venne affermato da alcune delle vittime di O'Donnell che avevano informato padre Skylstad già negli anni '70 di essere stati abusati da padre O'Donnell.
Nel 2006 monsignor Skylstad intervenne nella polemica sull'episodio Bloody Mary della serie televisiva della Comedy Central South Park. In questa puntata la statua della Vergine Maria sita poco lontano da South Park ha iniziato a sanguinare dal sedere. Così, tutti gli adulti di South Park iniziano a rivolgersi a lei per dei miracoli e guarigioni. Specie Randy, che dopo aver perso la patente per guida in stato d'ebbrezza, si convince di essere "malato" di alcolismo. Alla fine, dopo una visita del papa Benedetto XVI, la statua perderà la sua fama, venendo il miracolo liquidato come un normale ciclo mestruale. In una lettera al presidente e CEO di Viacom, Tom Freston, disse che la rete controllata dalla sua azienda aveva dimostrato "estrema insensibilità" quando aveva trasmesso l'episodio. Quando più tardi la serie venne replicata nel paese, l'episodio riguardante la Vergine Maria venne omesso.
Il 30 giugno 2010 papa Benedetto XVI accettò la sua rinuncia al governo pastorale della diocesi.
Dal 24 gennaio 2011 all'8 marzo 2012 fu amministratore apostolico della diocesi di Baker.
Nell'aprile del 2012 ha compiuto la visita ad limina.

## Genealogia episcopale
La genealogia episcopale è:
- Cardinale Scipione Rebiba
- Cardinale Giulio Antonio Santori
- Cardinale Girolamo Bernerio, O.P.
- Arcivescovo Galeazzo Sanvitale
- Cardinale Ludovico Ludovisi
- Cardinale Luigi Caetani
- Cardinale Ulderico Carpegna
- Cardinale Paluzzo Paluzzi Altieri degli Albertoni
- Papa Benedetto XIII
- Papa Benedetto XIV
- Cardinale Enrico Enriquez
- Arcivescovo Manuel Quintano Bonifaz
- Cardinale Buenaventura Córdoba Espinosa de la Cerda
- Cardinale Giuseppe Maria Doria Pamphilj
- Papa Pio VIII
- Papa Pio IX
- Cardinale Alessandro Franchi
- Cardinale Giovanni Simeoni
- Cardinale Antonio Agliardi
- Cardinale Basilio Pompilj
- Cardinale Adeodato Piazza, O.C.D.
- Cardinale Egidio Vagnozzi
- Arcivescovo Raymond Gerhardt Hunthausen
- Vescovo William Stephen Skylstad